# Quimbaya (cultuur)

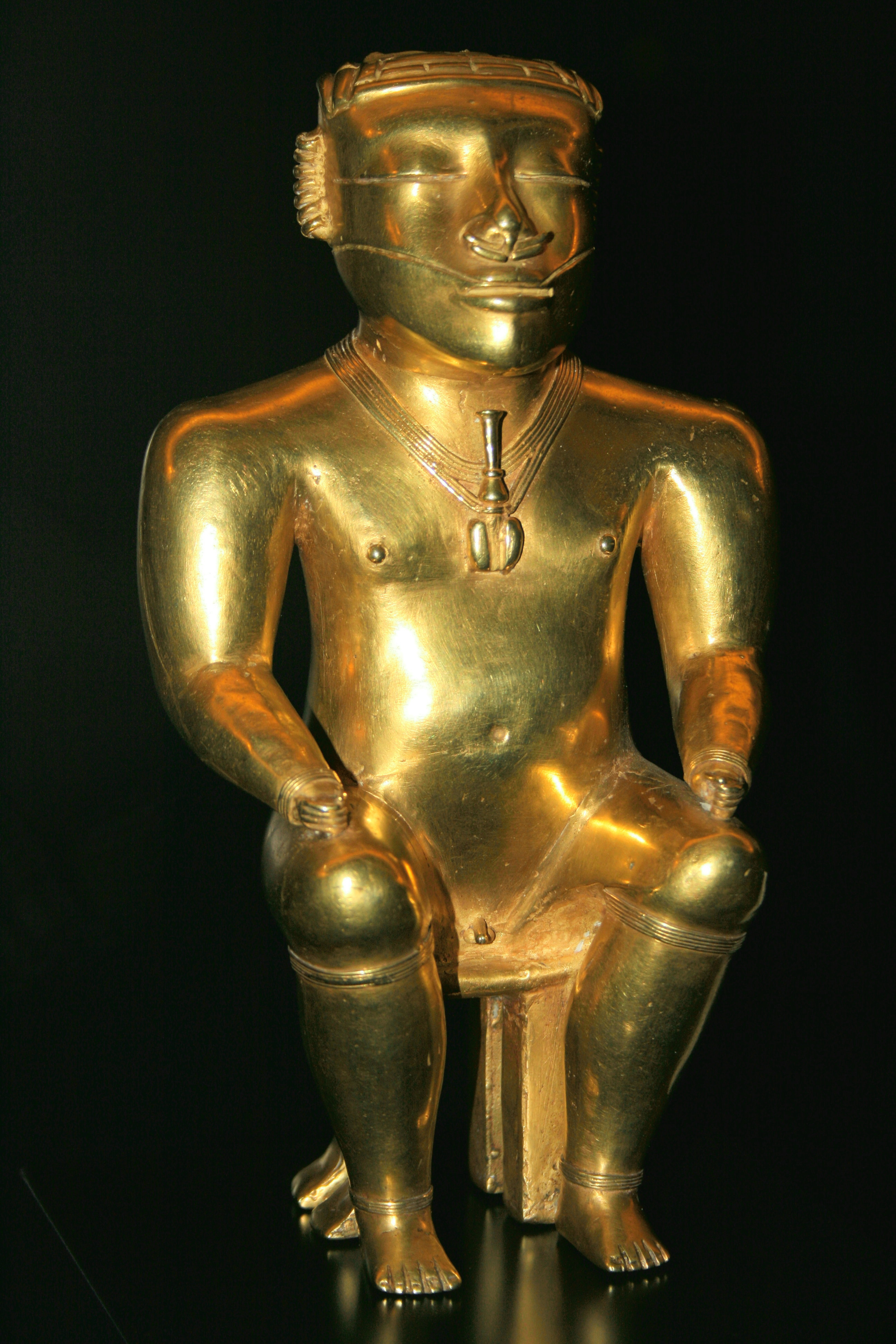
Gouden beeldje van een cacique (opperhoofd) van de Quimbaya.
Museum van Amerika, Madrid, Spanje

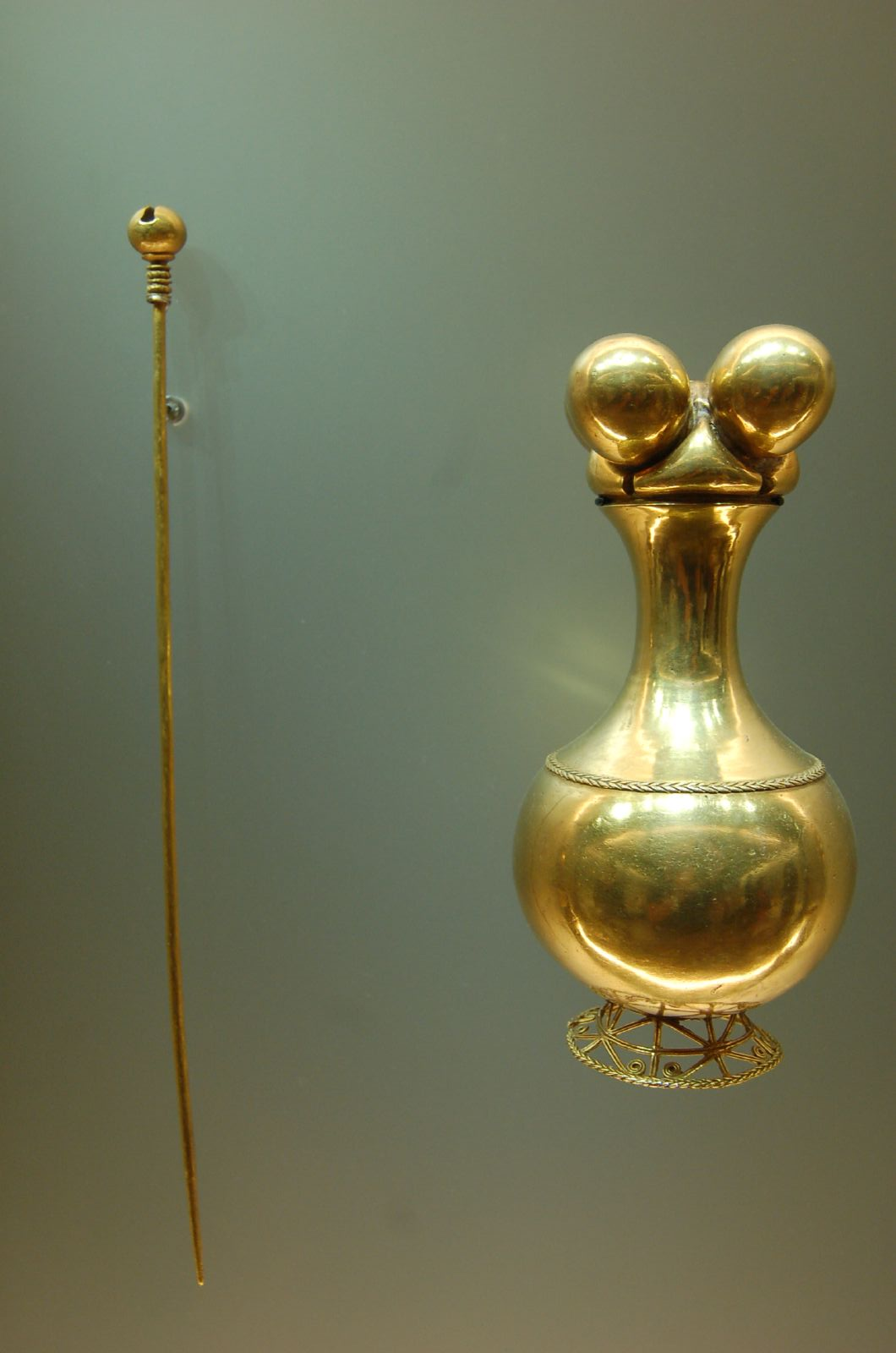
Gouden poporo uit de Vroege Quimbaya-periode. Het staafje diende om de kalk uit de poporo te halen.
Museo del Oro, Bogota, Colombia

De Quimbaya-cultuur is een Zuid-Amerikaanse beschaving van het volk de Quimbaya in Colombia, dat bekendstaat om spectaculaire gouden sieraden die zich kenmerken door technische nauwkeurigheid en gedetailleerde ontwerpen. Het grootste deel van de gouden producten is gemaakt van tumbaga, een goudlegering met 30% koper, die roze kleurtonen verleent aan sommige stukken.
De Quimbaya bewoonden de gebieden in de huidige departementen Quindío, Caldas en Risaralda in Colombia, rond de vallei van de Cauca. Er zijn geen duidelijke gegevens over wanneer zij zich oorspronkelijk vestigden; de huidige schatting is rond de eerste eeuw voor Christus
In de cultuur worden twee perioden onderscheiden: de Vroege Quimbaya-periode van 500 voor tot 600 na Christus, en de Late Quimbaya-periode van 800 na Christus tot de Spaanse verovering.
| | |
| Precolumbiaanse beschavingen in Colombia: • Tairona • Zenú • Muisca • Quimbaya • Tolima • Calima • Tierradentro • San Agustín • La Tolita | Precolumbiaanse volkeren en culturen in het zuidwesten van het land: 1 - Quimbaya 2 - Calima 3 - La Balsa 4 - San Agustín 5 - Capulí 6 - Piartal 7 - Tumaco-La Tolita |

## Vroege Quimbaya-periode
De Quimbaya waren landbouwers en dolven goud en zout dat ze als handelsmiddel gebruikten. Het goud gebruikten ze ook voor de vervaardiging van ornamenten. Sommige afbeeldingen van dieren konden worden gedateerd tussen 240 en 190 voor Christus.
De beschaving van de Quimbaya bereikte haar hoogtepunt tussen de 4e tot 7e eeuw na Christus. De meest voorkomende ontwerpen in de kunstwerken zijn antropomorf; zittende naakte mannen en vrouwen met gesloten ogen en kalme uitdrukking. Hun edelsmeedkunst valt op door hun geavanceerde techniek en vormgeving. Het goudwerk vertoont een glad, glanzend oppervlak. Vormen zijn geïnspireerd door vrouwfiguren en vruchten. Neus- en oorringen werden vervaardigd met de verlorenwasmethode. Helmen en kronen tonen de hiërarchische positie van de dragers. Uit deze periode komt de Quimbaya-poporo; een kunstwerk dat symbool is gaan staan voor deze cultuur. De poporo's werden gebruikt om kalk in te bewaren. Cocabladeren werd met de kalk gekauwd, zodat de werkzame stof in coca sneller en sterker kon worden vrijgemaakt. Poporo's kwamen ook in andere vormen voor, bijvoorbeeld in de vorm van een vrouw, versierd met helm, neusring en geverfd gezicht. Edelsmeden maakten ook realistische en gestileerde figuren van verschillende dieren, zoals slakken en ontpoppende insecten.
Van 500 voor Christus tot 600 na Christus werd uit opgravingen geconstateerd dat de Quimbaya de lichamen van de overledenen verbrandden en de as in een urn te bewaren. De urnen waren meestal van aardewerk, maar bij uitzondering werden ook kleine stenen of gouden urnen gebruikt. De urnen werden in ondiepe graven in de omgeving van hun huizen begraven. Urnen kwamen in allerlei kwaliteiten voor, van aardewerk voor huishoudelijk gebruik tot speciaal voor de overledene vervaardigde urnen. Deze urnen waren vaak cilindrisch en opbollend naar de bodem of in een pompoenvorm. Bijzondere urnen hadden vogelvormen of de vorm van een zwangere vrouw.

## Late Quimbaya-periode
In de late periode trad een verandering op in de culturele uitingen. Het aantal inwoners nam toe, en daarmee ook de goud- en aardewerkvondsten. Een grotere variatie in stijlen duidt op een culturele differentiatie. Het goud- en aardewerk kregen een geometrisch en schematisch uiterlijk. Opperhoofden werden uitgebeeld als jaguarmensen, kikvors- of hagedismensen. Uit deze periode zijn veel objecten bewaard gebleven, variërend van speren en pijlen tot aardewerk en spintollen. Het aardewerk onderscheidde zich tussen het noorden en zuiden naar vorm en kleur. Ook werden in deze periode objecten vervaardigd die alleen nog van koper waren.
Studies van de archeologische voorwerpen wijzen op een landbouwerssamenleving met een geavanceerde culturele ontwikkeling en politieke structuur van het cacicazgo, met gescheiden groepen die gericht waren op aardewerk, godsdienst, handel, goudambacht en oorlog. Huidschildering, ornamenten, haarstijl en het vijlen aan tanden werden toegepast om de identiteit en status van een persoon weer te geven.
In de Late Quimbaya-periode werden de overledenen op begraafplaatsen bijgezet. Graven bestonden uit een schacht en een zijdelingse kamer. De lichamen werden niet meer verbrand, maar in de kamer gelegd, en voor het leven na de dood voorzien van voedsel, potten, en soms metalen versieringen.

## Ondergang
Jorge Robledo was de eerste Spaanse conquistador die het gebied in 1540 betrad. Na de verovering vonden de Spanjaarden verschillende volkeren in dit gebied. Ze maakten een onderscheid naar taal en gebruiken en classificeerden de Quimbaya in een tiental verschillende groepen. Veel van deze groepen werden door oorlog, ziekte en onderdrukking weggevaagd, maar tot op de dag van vandaag overleeft een kleine groep afstammelingen in steden als Riosucio en Supía in het westen van Risaralda.
Luis Duque Gómez deed in de jaren 40 voor het eerst onderzoek naar de Quimbaya.